# Аитов, Булат Юсупович
Була́т Юсу́пович Аи́тов (30 сентября 1929, Казань, СССР — 21 ноября 2018, Йошкар-Ола, Марий Эл, Россия) — советский строитель, инженер. Управляющий Марийским строительным трестом имени 50-летия СССР (1968—1986), первый заместитель председателя объединения «Марагрострой» (1986—1990). Участник и руководитель строительства более 4000 объектов (Дворца культуры имени XXX-летия Победы, Дома политического просвещения, Дома Правительства, шубной фабрики и др.) в городе Йошкар-Оле Марийской АССР. Заслуженный строитель РСФСР (1979). Лауреат Государственной премии Марийской АССР (1975). Член КПСС.

## Биография
Родился 30 сентября 1929 года в Казани.
В 1952 году окончил Казанский строительный институт.
В 1954 году приехал в Йошкар-Олу: старший прораб, главный инженер, с 1968 года — управляющий Марстройтрестом. С 1986 года работал в объединении «Марагрострой»: первый заместитель председателя, член Совета директоров. Является участником и руководителем строительства более 4000 объектов, в том числе Дворца культуры имени XXX-летия Победы, Дома политического просвещения, Дома Правительства, шубной фабрики в Йошкар-Оле.
Занимался общественно-политической деятельностью, в 1971—1990 годах — депутат Верховного Совета Марийской АССР VIII—XI созывов.
Также являлся депутатом Йошкар-Олинского городского Совета депутатов трудящихся VIII, IX, XI, XII созывов.
За вклад в развитие строительства награждён орденами Трудового Красного Знамени (дважды) и «Знак Почёта» (дважды), а также Почётными грамотами Президиума Верховного Совета Марийской АССР (дважды). В 1975 году стал лауреатом Государственной премии Марийской АССР. В 1979 году присвоено почётное звание «Заслуженный строитель РСФСР».
Скончался 21 ноября 2018 года в Йошкар-Оле.

## Звания и награды
- Заслуженный строитель РСФСР (1979)[1][2]
- Заслуженный строитель Марийской АССР (1972)[1][2]
- Орден Трудового Красного Знамени (1976, 1986)[1][2]
- Орден «Знак Почёта» (1966, 1971)[1][2]
- Медаль «За доблестный труд. В ознаменование 100-летия со дня рождения Владимира Ильича Ленина»
- Медаль «Ветеран труда»
- Государственная премия Марийской АССР (1975)[1][2]
- Почётная грамота Президиума Верховного Совета Марийской АССР (1957, 1979)[1][2]